# TV São Luís
TV São Luís é uma emissora de televisão brasileira sediada em São Luís, capital do estado do Maranhão. Opera no canal 8 (41 UHF digital) e é afiliada à RedeTV!. Pertence ao Grupo Zildêni Falcão, que também é responsável pela rádio Jovem Pan FM São Luís e a distribuidora de revistas DIMAPI.

## História

### Rede Manchete (1989–1997)

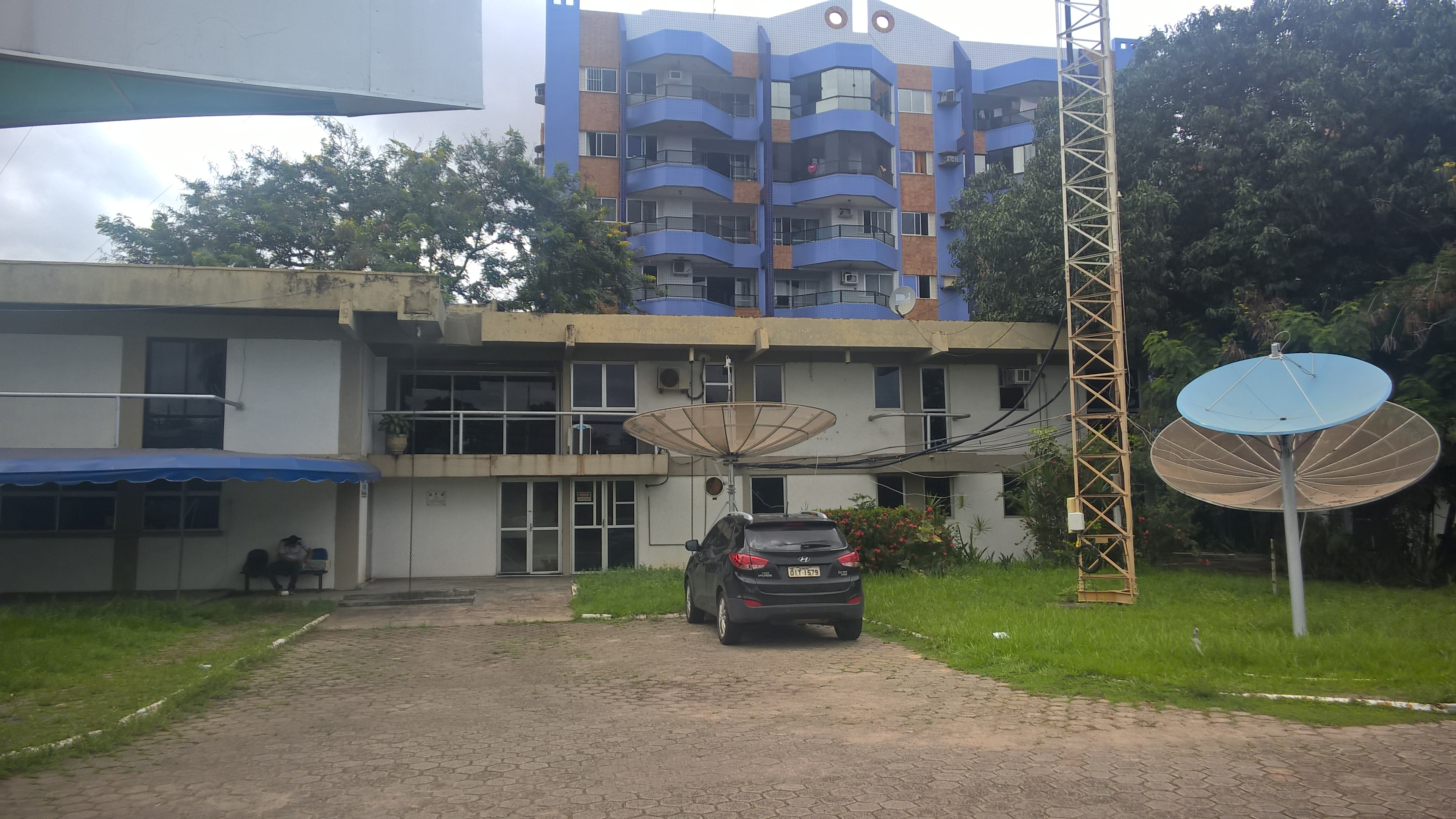
Sede da emissora, em 2016.

A emissora entrou no ar pela primeira vez em 6 de dezembro de 1989 com a Rede Manchete, embora o canal 8 já estivesse no ar com a Manchete ainda na fase experimental da futura emissora.
Em janeiro de 1990, entrou no ar o único telejornal local da emissora à época - o Maranhão em Manchete, que foi ao ar até 1995. Em 1994, entrou no ar o programa independente de televendas Shopping Tudo, produzido pelo Sistema WCS de Comunicação e apresentada desde sua estreia por Wagner Silva, até os dias atuais.
Em 1995, entrava no ar o Aconteceu... Virou Manchete, nas tardes de segunda a sexta, no lugar de Maranhão em Manchete. Em 1996, entrava no ar o programa policial Patrulha Policial exibido nas manhãs de segunda a sexta-feira, permanecendo no ar até o final de 1998. O programa voltou por duas vezes na década seguinte: entre 2001 a 2005 e em maio de 2007 a maio de 2008.
Entre março a abril de 1997, segundo as colunas publicadas sobre TVs em São Luís nos jornais da época, a direção do grupo Zildêni Falcão que controla a estação, preocupada pelo declínio da audiência da Manchete, aliada às saídas de afiliadas em outros estados nos últimos dois anos, decidiu não mais continuar a transmitir a rede, mas que, no entanto, não havia a escolha de uma nova rede e quando se daria a saída da emissora. Em maio, segundo os mesmos jornais da época, inclusive até fora do Maranhão (Folha de S. Paulo, de São Paulo) afirmam que a emissora decidiu realmente que vai deixar a Manchete, trocando a antiga rede pela Record, confirmando as informações de mudança de rede. O jornal chegou a publicar que a direção da Record estava interessada em comprar a emissora, o que nunca foi confirmado.
No mesmo mês, duas semanas antes de mudar de rede, a emissora coloca em todos os intervalos comerciais em programas locais e na Manchete, os anúncios de troca de rede, mostrando os programas da Record.
Na última semana de maio, segundo os mesmos jornais da época, inclusive a Folha de S. Paulo, afirmam que emissora trocará a Manchete pela Record já na primeira semana de junho.

### Rede Record (1997–2004)
Na madrugada do dia 2 de junho de 1997, a TV São Luís deixa de transmitir a Manchete para colocar a abertura para contagem regressiva da nova rede: a Rede Record (atual RecordTV), que consistia em clipes de cantores locais de Bumba-Meu-Boi e intervalos de 30 segundos dos programas da Record.
Às 8h, entrava no ar o primeiro programa da nova fase da emissora, a primeira afiliada da Rede Record no estado. Às 9h inaugurou a Record com o programa infantil Mundo Maravilha. Ao meio-dia estreou Aconteceu, que, na verdade, veio do antigo Aconteceu... Virou Manchete que teve abertura, vinheta e o estúdio totalmente mudados, logo após a mudança de rede. O telejornal permaneceu no ar até 1998. Voltou em 2001, mas apenas no formato de plantão de hora em hora, ficando até 2003.
A entrada da Record pela TV São Luís foi destaque em jornais paulistas, como a Folha de S. Paulo, pois a rede já estava em expansão, aproveitando-se do declínio da Manchete e até comprando emissoras de afiliações com SBT (como a TV Itapoan) e inaugurando aquelas que estavam prontas (como TV Marajoara).
A mudança da nova rede provocou inúmeras reclamações dos telespectadores, pois na época da troca de rede, eram assistidos animes, novelas e outros programas de grande audiência da Manchete. As reclamações só acabaram quando a Manchete voltou a ter sinal na região em 1998, através da TV Praia Grande, com a programação muito diferente da que era exibida na época da desfiliação da TV São Luís.
De 1998 até 1999, a emissora fica quase um ano sem exibir programação própria, virando mera repetidora de quase toda a programação da Record, com exceção apenas do Shopping Tudo e dos programas locais da Igreja Universal do Reino de Deus exibidos durante a madrugada, ambos de produção independente.
Em 5 de junho de 1999, entra no ar o programa de debate, político, prestação social e de notícias São Luís Debate, exibido de segunda a sexta, com duração de uma hora e meia (12h30min-14h), sob a apresentação de Chico Viana (recém-saído da TV Cidade). No entanto, o programa é exibido na versão ao vivo em um dos estúdios da Rádio São Luís entre 10h30-12h. O Shopping Tudo mantém no mesmo horário (12h-12h30min) para anteceder o São Luís em Debate.
Em 2000, publicações de jornais afirmavam que a TV Praia Grande estava interessada em se afiliar à Rede Bandeirantes e a TV Cidade à Record, mas inicialmente as emissoras negaram as informações. Essas notícias levaram a TV São Luís reclamar à TV Cidade sobre a veracidade dos fatos, pois o contrato de afiliação valia até 2001.
Em 13 de agosto, depois de 19 anos de parceria, a TV Cidade deixa a Band pela Rede Mulher e a TV Praia Grande deixa a RedeTV! pela Band. A partir da mudança, ocorreu uma disputa sobre os direitos de transmissão da Rede Record; a rede, que tinha a TV São Luís como afiliada desde 1997, não estava satisfeita com o desempenho da emissora. Em outubro, a TV São Luís vence a disputa em detrimento da TV Cidade, após o Grupo Zildêni Falcão convencer os dirigentes da Record a renovar o contrato - que vencia em junho de 2001 - de forma antecipada.
Em setembro, o programa São Luís Debate promoveu o único debate entre todos os candidatos à prefeitura de São Luís; até então, outras emissoras de TVs preferiam apenas os principais candidatos com maior porcentagem em outras pesquisas. O pleito foi vencido pelo candidato à reeleição Jackson Lago, no mês seguinte.
Em 2001, estreou o programa semanal Passaporte, voltado a reportagens das belezas naturais em municípios do Maranhão e de estados vizinhos, posteriormente ampliando as matérias para outros lugares do Brasil e até para o exterior.
No mesmo ano, estreou o programa semanal Doda Car, apresentado pelo pernambucano Doda, responsável pela introdução do kart no Maranhão. Em 5 de novembro de 2003, o apresentador foi encontrado morto na própria residência em decorrência de um ataque cardíaco. Na semana seguinte, foi exibido o último programa gravado antes da morte de Doda, com uma homenagem da emissora ao esportista, resultando em seu cancelamento.
Entre setembro de 2003 e 31 de março de 2004, a TV São Luís e a TV Cidade passaram a transmitir simultaneamente a mesma programação local da Igreja Universal do Reino de Deus nas madrugadas. O motivo da inusitada transmissão simultânea jamais foi revelado, mas surgiram suspeitas de que os grupos Vieira da Silva e Zildêni Falcão deixaram de lado as rixas e disputas históricas televisivas pela Record.

### RedeTV! (desde 2004)
Em março de 2004, com o fim do seu contrato com a Rede Record, a emissora anuncia em seus intervalos comerciais que vai trocar de afiliação com a TV Cidade e migrar para a RedeTV! a partir de 1.º de abril. O último programa exibido pela emissora como afiliada da Record foi o Jornal da Record 2.ª edição, e após seu encerramento, a emissora sai do ar por volta de 0h30, retomando suas transmissões na manhã seguinte com a programação da RedeTV!.
Em julho, estreou o Programa Nobre, exibindo festas de famosos e anônimos (aniversários de crianças e adolescentes), inclusive de classes média e alta. Curiosamente, a abertura musical usada era Love's Theme (The Love Unlimited Orchestra), a mesma usada pela novela Celebridade da Rede Globo, que era exibida naquele ano.
Em 2005, entrou no ar o programa SL Esporte, dando destaque ao esporte local e estadual. Ficou no ar até junho de 2007. Em novembro do mesmo ano, entra no ar o programa V.I.P. SL, programa voltado a mostrar empórios de lojas de roupas e da elite, no ar até hoje.
Em 2007, estreou o semanal de entrevistas Personalidades, apresentado por Wagner Silva, no ar até hoje. Em 2008, esse programa também passa a ser exibido todos os domingos na TV Alternativa de Paço do Lumiar, de propriedade de Silva.
Em 16 de abril de 2007, depois de oito anos no ar (nos tempos da Record) o programa São Luís Debate não foi ao ar e o apresentador Chico Viana foi afastado. Em uma comunidade da rede social Orkut, Chico Viana responsabilizou o então governador Aderson Lago (irmão do governador Jackson Lago) por pressionar a família Falcão para que o São Luís Debate fosse tirado do ar, depois da repercussão no programa da notícia dada pelo blogueiro Décio Sá de que o governador nomeou, no dia 12 do mesmo mês, os parentes do político Aderson Lago (a mãe já idosa, a esposa, filho e sobrinho) para cargos de salários acima de 6 mil reais na Assembleia Legislativa, onde Lago já tinha um filho empregado. O apresentador cobrou coerência do então governador que, na oposição, era contra práticas da família Sarney (como nepotismo) e no governo, repetia essa prática, confessando que enquanto Roseana Sarney ocupou o cargo de governadora, nunca foi alvo de tamanha perseguição. A repercussão da saída do ar sem prévio aviso foi negativa e o programa só voltou ao ar em maio, sob o comando de Viana.
Em maio de 2008, o programa semanal Passaporte passa a ser exibido também pela Amazon Sat, tornando-se o primeiro programa de televisão maranhense a entrar no ar em uma rede nacional.
Em abril, entra no ar o programa Tudo Haver com foco nas celebridades maranhenses, apresentado pelo cantor Beto Pereira. Em 2012, o programa mudou de nome para Armazém Cultural, mas no mesmo ano, saiu da emissora e foi para TV Difusora.
Em agosto, os programas Vitrine (17h) e Hiper Qi (17h30min-19h) deixam de ser exibidos nos horários e a emissora passa a exibir gravações do anime Pokémon, prática que durou até 2009. Em setembro, o programa Passaporte, que estava no ar por sete anos, muda de nome para Mundo Passaporte, e o Programa Nobre, exibido desde julho de 2004, passa a ser transmitido também na Amazon Sat, tornando-se o segundo programa maranhense a ir ao ar em rede nacional.
Em outubro, estreou o semanal Jonas Forró, apresentado por Jonas, apresentador recém-saído do programa TV Kamaleão (TV Cidade). Segundo denúncias da imprensa da época, Jonas saiu do programa TV Kamaleão após se desentender com a antiga equipe. No entanto, por desempenho inferior e críticas, o programa durou até a metade de 2009. Em 2010, surpreendendo a todos, o ex-apresentador do programa Jonas volta à equipe da TV Kamaleão, sem nenhum motivo aparente.
Em fevereiro de 2009, estreou o telejornal São Luís Notícia às 14 horas, com reprise às 19 horas, tendo meia hora de duração. Em maio de 2010, o mesmo telejornal passa a ser exibido também na recém-inaugurada TV Araçagi, apenas na faixa da noite (19h). O telejornal fica no ar até agosto do mesmo ano, quando a emissora decide extinguir juntamente o departamento de jornalismo da emissora e o telejornal. Em 16 de maio, estreia o programa de vendas de carros Auto Fest, de segunda a sábado, com 10 minutos de duração, até hoje no ar.
Em 14 de novembro de 2010, entra no ar às 15 horas, a série Segunda Chamada, a primeira série televisiva feita no Maranhão. Produzida pela SJT Produções, a história narra as aventuras de estudantes do segundo grau do colégio particular do Colégio Master em São Luís. É estrelada por Lais Campos, Caio Baldez, Ricardo Heller, Julia Fernandes, Diego Cisneiros, Nathália Araújo, Hiago Fontoura e Nicole Meireles, com dezenas de figurantes que são os próprios estudantes. A primeira temporada é exibida de novembro de 2010 até fevereiro de 2011 com 12 episódios, com reprise da primeira temporada de fevereiro a maio e a segunda temporada é exibida de maio até agosto de 2011, também com 12 episódios, com a promessa da terceira temporada. Depois da exibição da segunda temporada, a TV São Luís passa a reprisar as duas temporadas da série. As reprises da série se encerraram em fevereiro de 2012. A série tinha dois sites (na XPG e Segunda Chamada.com), atualmente fora do ar.
Em agosto de 2012, depois da saída da equipe do programa esportivo independente Jogo Aberto Maranhão da TV Maranhense por atrasos de salários, a TV São Luís contrata a equipe para produzir o programa Esporte Geral, no mesmo horário do antigo programa (12h30min-13h).
No dia 3 de junho de 2013, o horário onde eram exibidos o boletim Good News e a reprise do RedeTV! News (para afiliadas que optavam por não transmitir o religioso Show da Fé), entre 21h30 e 22h30, passa a ser ocupado pelos programas locais da Igreja Universal do Reino de Deus.
Em junho de 2015, as apresentadoras do programa TV+, Sabrina Aires e Daiane Callegario, deixam a emissora. Com isso, o programa é temporariamente assumido por Bárbara Rodrigues, e posteriormente por Gisele Azevedo.
Em 23 de maio de 2016, a emissora reativou seu departamento de jornalismo com a estreia do programa São Luís Agora, apresentado por Rodolpho Oliveira, e com reportagens de Cláudio Rocha. Pouco depois, em 13 de junho, o programa passa a ser exibido durante a tarde, ganhando mais 30 minutos de duração.

## Sinal digital
| Canal virtual | Canal digital | Resolução de tela | Programação                                    |
| ------------- | ------------- | ----------------- | ---------------------------------------------- |
| 8.1           | 41 UHF        | 480i Widescreen   | Programação principal da TV São Luís / RedeTV! |

A emissora iniciou as operações do seu sinal digital em 23 de dezembro de 2014 pelo canal 41 UHF, passando a operar de forma definitiva uma semana depois. Desde então, a emissora apenas espelha o sinal analógico do canal 8 VHF, em 4:3 Widescreen. Seus programas passaram a ser produzidos em alta definição em 2015, porém devido ao método de transmissão não são exibidos neste formato.
Transição para o sinal digital
Com base no decreto federal de transição das emissoras de TV brasileiras do sinal analógico para o digital, a TV São Luís cessou suas transmissões pelo canal 08 VHF em 25 de março de 2018, três dias antes da data estipulada no cronograma oficial da ANATEL (28 de março).

## Programas
Além de retransmitir a programação nacional da RedeTV!, a TV São Luís produz os seguintes programas:
- TV+: Programa de variedades, com Aluísio Júnior
- São Luís Agora Esportes: Jornalístico esportivo, com Ismael Filho e Juca Baleia;
- São Luís Agora: Jornalístico, com Ismael Filho e Aloísio Jr.
- Alerta São Luís: Jornalístico, com Franco Monte;

A grade da emissora também é majoritariamente composta de várias produções independentes, como programas de variedades, colunismo social, religiosos, televendas e afins. Parte de sua grade também é arrendada para igrejas e outras instituições.

### Programas extintos
- Aconteceu... Virou Manchete
- Arte & Cor
- Esporte Geral
- Maranhão em Manchete
- Patrulha Policial
- Segunda Chamada
- Silva Rocha News
- São Luís Debate
- São Luís Notícia
- SL Esporte

## Controvérsias

### Cortes na programação
Até outubro de 2007, em seus intervalos, a TV São Luís exibia as cotas de propaganda da RedeTV! em rede nacional, bem como suas cotas locais. Porém, após este mês, as propagandas da rede (com algumas exceções) deixaram de ser exibidas, com o intervalo sendo inteiramente preenchido por cotas locais, em detrimento das empresas que pagam para ter seus produtos anunciados para todo o país. Desde então, dificilmente são vistos os intervalos comerciais da RedeTV! em rede nacional.
Além disso, a emissora repetidas vezes estoura o tempo do intervalo comercial, retomando a exibição dos programas em rede quando eles já estão em andamento propositalmente. Nas transmissões esportivas, também era comum a não exibição na íntegra de competições dentro do bloco Futebol Internacional entre 17h e 19h, para a exibição de programação local. Tal prática depois foi repetida pela Rede Pampa do Rio Grande do Sul na exibição de eventos dentro da Super Faixa do Esporte, onde localmente são feitas maratonas de programas da RedeTV!.

### Crimes eleitorais
Em 2006, o São Luís Debate foi acusado de praticar crimes eleitorais, quando o apresentador Chico Viana deu apoio no ar aos candidatos opositores à Roseana Sarney; na ocasião, o apresentador e a emissora foram multados pelo TSE.